# مریم فرانسوا سرا
مریم فرانسوا سرا (به انگلیسی: Myriam Francois-cerrah) زادنام: امیلی فرانسوا (به انگلیسی: Emilie Siobhan Geoghegan François) نویسنده، روزنامه‌نگار و هنرپیشه انگلیسی است.

## زندگی‌نامه
مریم فرانسوا در سال ۱۹۸۳ متولد شد. وی در حال کامل‌کردن دکترای خود در دانشگاه آکسفورد، در زمینه مطالعات مربوط به مشرق زمین است. او مدرک کارشناسی‌اش را با درجه ممتاز در زمینه سیاست‌های خاورمیانه از دانشگاه دانشگاه جرج‌تاون و مدرک کارشناسی ارشد علوم سیاسی و اجتماعی‌اش را از دانشگاه کمبریج دریافت کرده‌است. امیلی پس از مطالعات در زمینهٔ اسلام در سال ۲۰۰۳ سن بیست و یک سالگی اسلام آورده و نام "مریم" را برای خود برگزید. او بازیگری را در سال ۱۹۹۰ و در سن هفت سالگی، با بازی در فیلم " حس و حساسیت " به کارگردانی " انگ لی " آغاز کرد. وی با بازی در فیلم " پنجه‌ها " تا مرز ستاره شدن پیش رفت.